# فيولا مايرز
فيولا مايرز (بالإنجليزية: Viola Myers) (و. 1927  م) هي منافسة ألعاب القوى، وعداءة سريعة كندية، ولدت في تورونتو، شاركت في الألعاب الأولمبية الصيفية 1948.
.

## روابط خارجية
- فيولا مايرز على موقع اللجنة الأولمبية الدولية (الإنجليزية)
- فيولا مايرز على موقع أوليمبيديا (الإنجليزية)
- فيولا مايرز على موقع اللجنة الأولمبية الكندية (الإنجليزية)
- فيولا مايرز على موقع اتحاد ألعاب الكومنولث (مؤرشف) (الإنجليزية)